# Вешторты
Вешторты (бел. Ве́штарты) — деревня в Новосёлковском сельсовете Поставского района Витебской области Белоруссии. Население — 3 человека (2019).

## География
Деревня расположена в 22 км от города Поставы и в 14 км от центра сельсовета.

## История
В 1873 году в деревня принадлежала Тизенгаузу, 31 душа.
В начале ХХ ст. — в Маньковичской волости Вилейского уезда Виленской губернии.
В 1905 году- 59 жителей и 88 десятин земли.
В результате советско-польской войны 1919—1921 гг. деревня оказалась в составе Срединной Литвы.
С 1922 года — в составе Виленского воеводства Польши (II Речь Посполитая).
В сентябре 1939 года деревня была присоединена к БССР силами Белорусского фронта РККА.
С 15 января 1940 года — в Груздовском сельсовете Поставского района. Вилейской области БССР.
В 1946 году — 54 жителя.
На 1 сентября 1954 года — 16 хозяйств.
На 1 января 1958 года — 13 хозяйств.
В 1963 году — 16 дворов,46 жителей.
С 17 мая 1985 года — в Лукашовском сельсовете.
С 24 августа 1992 года — в Новосёлковском сельсовете.
В 2001 году — 9 дворов, 13 жителей, в колхозе имени Суворова.